# Cinema 3
Cinema 3 és un programa d'informació i divulgació cinematogràfica que es va emetre setmanalment primer per TV3 i després pel Canal 33 des del 28 de maig de 1984 fins al 24 de desembre de 2016, el que el fa el programa més veterà de Televisió de Catalunya. Durant tot aquest període ha estat presentat pel periodista i crític de cinema Jaume Figueras i Rabert, que va comptar posteriorment amb la col·laboració d'Àlex Gorina a la secció Ni blanc ni negre, i des de 2008 amb Crisol Tuà i Montse Llussà. El programa parlava de l'actualitat cinematogràfica, entrevistava persones relacionades amb el món del cinema i les novetats de la cartellera, alhora de fer crítica de les novetats cinematogràfiques.

## El primer programa
El programa es va estrenar el 28 de maig de 1984, tot i que es va emetre un episodi pilot el 10 de setembre de 1983, coincidint amb el naixement de TV3. El primer programa va coincidir amb la celebració del 37è Festival Internacional de Cinema de Canes.

## El darrer programa
El darrer programa va parlar sobre Mario Casas, Léa Seydoux, Oriol Broggi, Paula Beer i Gaspard Ulliel, i entrevistà l'actor de doblatge Arseni Corsellas.

## Premis
- Premis Ondas 1990[5]